# 周公測景台

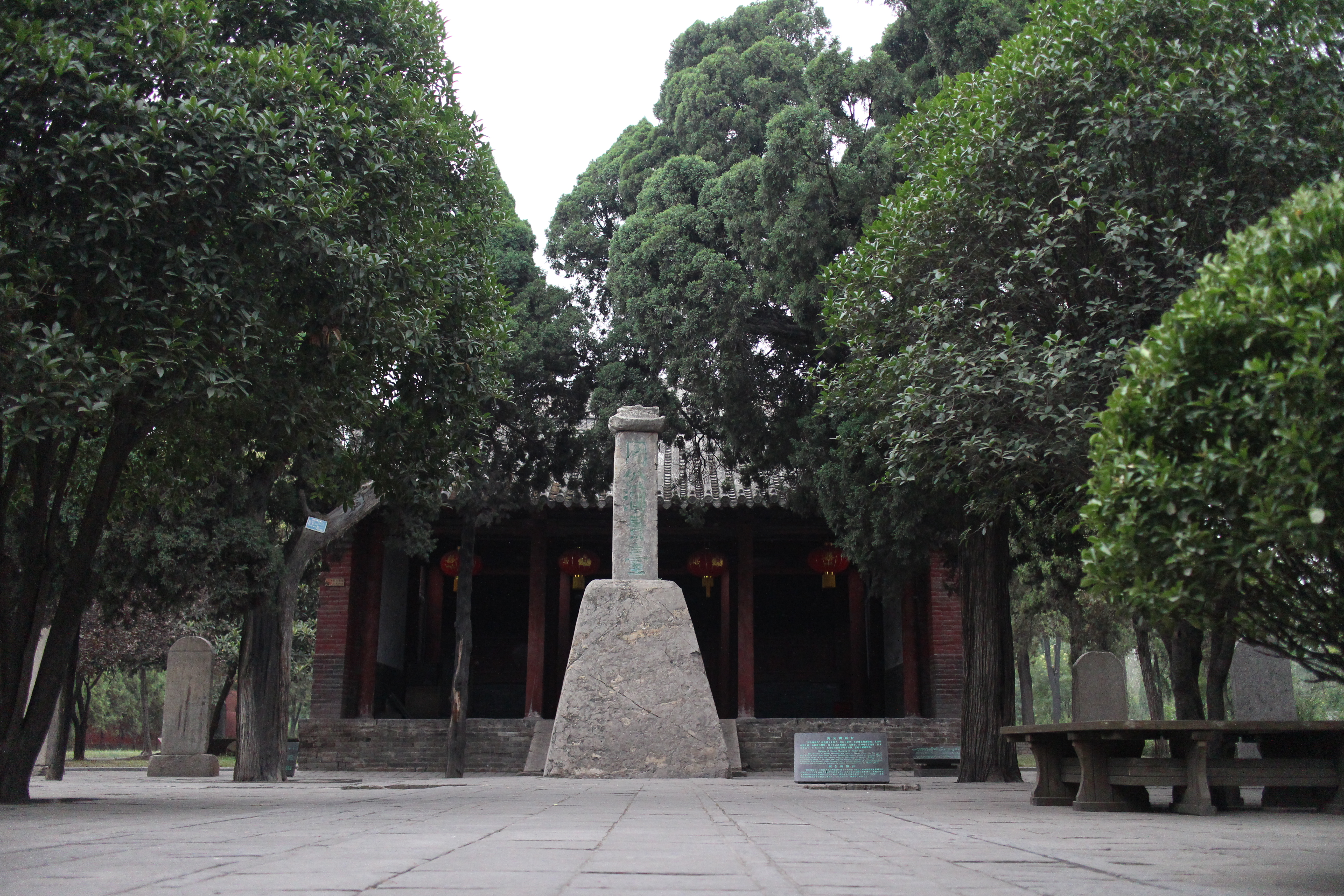
周公测景台

周公測景台（注：古代景与影通用），又称“八尺表”，俗名“没景台”。位于河南省登封市告城镇北部。据《新唐书·地理志二》所记，阳城县有测景台，开元十一年（723年），“诏太史监南宫说刻石表焉”。是中国现存最早的天文台之一，也是世界上著名的天文科学建筑物。位于第一批全国重点文物保护单位登封观星台附近。